# Profil c/s
profil c/s steht für „Programm zur Fördermittelverwaltung in der Landwirtschaft client/server“ und ist eine Anwendungssoftware für die Landwirtschafts- und Forstbehörden in den einzelnen Bundesländern Deutschlands. Das Softwareprodukt profil c/s wurde durch die Firma data experts entwickelt und wird bereits in mehr als der Hälfte der Bundesländer täglich in deren Behörden eingesetzt.
profil c/s ist ein komplex aufgebautes Softwaresystem für die Verwaltung von Fördermitteln in den Bereichen Land- und Forstwirtschaft sowie Naturschutz mit den Schwerpunkten Dokumenten-, Vorgangs-, Daten-, Antragsverwaltung, Kontrollsystem, Zahlbarmachung, Auswertungssystem und Schnittstellenbedienung. Es unterstützt die Ämter für Landwirtschaft bzw. Landwirtschaftskammern oder zuständige Senate bei der Bearbeitung der Anträge auf Agrarförderung landwirtschaftlicher Unternehmen und bietet den übergeordneten Behörden (z. B. Landesbehörden, Ministerien) die Möglichkeit, alle Daten zusammenzuführen/zu aggregieren, auszuwerten und, je nach Landesstruktur, die bewilligten Fördermittel zentral bzw. dezentral zahlbar zu machen.
Aktuelle Erfordernisse der Länder, des Bundes und der EU werden kontinuierlich in profil c/s umgesetzt.
In profil c/s ist neben den landwirtschaftlichen InVeKoS-Komponenten Direktzahlung und ELER/Flächen und Tiere auch der investive Bereich (ELER/investiv) integriert. Alle Komponenten greifen nahtlos ineinander.